# Igarapé Arraial
Igarapé Arraial är ett vattendrag i Brasilien.   Det ligger i delstaten Roraima, i den norra delen av landet, 2 500 km nordväst om huvudstaden Brasília.
Trakten runt Igarapé Arraial består i huvudsak av gräsmarker. Trakten runt Igarapé Arraial är nära nog obefolkad, med mindre än två invånare per kvadratkilometer.